# Money Train
Money Train (bra: Assalto sobre Trilhos; prt: O Comboio do Dinheiro) é um filme estadunidense de 1995, do gênero ação policial, dirigido por Joseph Ruben.

## Sinopse
John e Charlie são dois irmãos de criação e policiais de Nova Iorque. Eles trabalham disfarçados nas estações do metrô, atraindo assaltantes e outros criminosos para pegá-los em flagrante. Os dois tem atritos com o chefe, o obsessivo Donald Peterson. Charlie também tem problemas com bebida e dívida de jogos e isso o leva a ser demitido da polícia. Ele então resolve assaltar o trem coletor do metrô na véspera do ano novo e John tenta impedi-lo.

## Elenco
- Wesley Snipes como John
- Woody Harrelson como Charlie
- Jennifer Lopez como Grace Santiago
- Robert Blake como Donald Patterson
- Chris Cooper como Torch
- Joe Grifasi como Riley
- Scott Sowers como Senhor Brown
- Skipp Sudduth como Kowalski